# مجموعة الإمارات للبيئة
مجموعة الإمارات للبيئة، هي مجموعة عمل مهنية غير حكومية تأسست عام 1991 في دبي، الإمارات العربية المتحدة.
تتكون مجموعة عمل الإمارات للبيئة من أعضاء من الشركات والوكالات الحكومية الإتحادية والمحلية والمؤسسات الإقليمية والدولية المشهورة والجامعات والكليات والمدارس، بالإضافة إلى الطلاب والأفراد والعائلات. وهي معترف بها باعتبارها منظمة إعادة التدوير الرائدة في دولة الإمارات العربية المتحدة. تضم أكثر من 2000 متطوع من جميع أنحاء دولة الإمارات العربية المتحدة، يقع المكتب الرئيسي لمجموعة عمل الإمارات للبيئة في جميرا، دبي. ترأس المنظمة منذ تأسيسها الناشطة البيئية الإماراتية حبيبة المرعشي.
تعقد المجموعة أيضًا جلسات توعية تهدف إلى زيادة إدراك الجمهور للحاجة إلى الحفاظ على البيئة والاستدامة وإعادة التدوير بالإضافة إلى تنظيم حملات التنظيف ومرافق جمع النفايات في جميع أنحاء الإمارات. كانت حملات جمع النفايات بمثابة جهود كبيرة لإعادة التدوير، حيث جمعت حملة واحدة في عام 2005 وحده 644000 كيلو من مواد إعادة التدوير.
تقود المجموعة حملة تنظيف الإمارات العربية المتحدة السنوية، والتي نجحت في تنفيذ أهداف الأمم المتحدة للتنمية المستدامة التالية: 3 (الصحة الجيدة والرفاهية)، 11 (مدن ومجتمعات مستدامة)، 12 (الاستهلاك المسؤول والإنتاج)، و13 (العمل المناخي)، و15 (الحياة على الأرض)، و17 (الشراكات من أجل الأهداف).
وتقيم المجموعة أيضًا جوائز "الأبطال الخضر" السنوية في الإمارات، وهو حدث أقيم افتراضيًا في عام 2020 بسبب جائحة كوفيد-19.